# Boucardicus rakotoarisoni
Boucardicus rakotoarisoni е вид охлюв от семейство Cyclophoridae. Видът е уязвим и сериозно застрашен от изчезване.

## Разпространение
Разпространен е в Мадагаскар.